# Rovina (Hlásná Třebaň)
Rovina (deutsch Rowina) ist ein Ortsteil der Gemeinde Hlásná Třebaň in Tschechien. Er liegt einen Kilometer nördlich von Řevnice und gehört zum Okres Beroun.

## Geographie
Rovina befindet sich in der Karlštejnská vrchovina (Karlsteiner Hügelland) am linken Ufer der Berounka. Das Dorf liegt am Rande des Landschaftsschutzgebietes Český kras (Böhmischer Karst). Nordöstlich erheben sich der Louček (338 m) und die Skalice (308 m), im Südosten der Hvíždinec (476 m), südlich der Strážný vrch (507 m) und die Babka (506 m) sowie nordöstlich der Políčko (360 m). Am gegenüberliegenden Flussufer verläuft die Bahnstrecke Praha–Plzeň, zur Bahnstation Řevnice führt eine Fußgängerbrücke über den Fluss. 
Nachbarorte sind Mořina, V Chaloupkách und Mořinka im Norden, Karlické Údolí und Karlík im Nordosten, Dobřichovice, Jitřenka, Černá Skála und Lety im Osten, Lety pod Lesem, Černolice und Řitka im Südosten, Řevnice im Süden, Zadní Třebaň im Südwesten, Hlásná Třebaň im Westen sowie Karlštejn im Nordwesten.

## Geschichte
Auf der Hochebene über dem Berounkatal befand sich ein Meierhof der Burgherrschaft Karlstein. Dieser wurde im Jahre 1777 im Zuge der Raabisation parzelliert. Es entstand ein kleines Rundplatzdorf, das der niederen Gerichtsbarkeit des Richters von Hlásná Třebaň unterstand. 
Im Jahre 1846 bestand die nach Vorder-Třebáň inskribierte Dominikalsiedlung Rowin bzw. Rowina aus 19 Häusern. Pfarrort war Řewnitz. Bis zur Mitte des 19. Jahrhunderts blieb das Dorf der k.k. Tafel-Herrschaft Karlstein im Berauner Kreis untertänig. 
Nach der Aufhebung der Patrimonialherrschaften bildete Rovina / Rowin ab 1850 einen Ortsteil der Gemeinde Zadní Třebaň im Gerichtsbezirk Beroun. 1868 wurde die Gemeinde Zadní Třebaň dem Bezirk Hořowitz zugeordnet. Rovina wurde 1880 von Zadní Třebaň nach Hlásná Třebaň umgemeindet. Der aufkommende Tourismus, insbesondere die Nähe zur Burg Karlštejn führten in den 1930er Jahren zur Entstehung von ersten Ferienhütten. Seit 1936 gehört Rovina zum Okres Beroun. Im Jahre 1991 hatte das Dorf 108 Einwohner, beim Zensus von 2001 lebten in den 51 Wohnhäusern 128 Personen. Das gesamte Terrain zwischen Rovina, Lety und Řevnice ist heute mit Ferienhäusern verbaut.

## Sehenswürdigkeiten
- Kapelle auf dem Dorfplatz